# Comprehensive Albums
Comprehensive Albums — тижневий американський хіт-парад музичних альбомів, що публікувався в часописі «Білборд» з 2003 по 2009 роки. На відміну від основного тогочасного чарту Billboard 200, Comprehensive Albums містив не тільки нові альбоми, але й ті, що вийшли понад два роки тому.
У 2003 році Billboard створив два нових хіт-паради Comprehensive Albums та Comprehensivee Music Videos. Вони відрізнялись від основних існуючих чартів Billboard 200 та Top Music Videos, бо містили повніший список альбомів або музичних кліпів. До них додатково увійшли ті записи, які розповсюджувались виконавцями ексклюзивно, або були в наявності лише в невеликій кількості точок продажу. До того ж хіт-парад Comprehensive Albums містив так звані «каталожні альбоми», які вийшли понад 2 роки тому та не входили до першої сотні Billboard 200 — для них існував окремий чарт Catalog Albums.
Протягом наступних років в чарті Comprehensive Albums час від часу можна було знайти дійсно популярні записи, які не з'являлися в Billboard 200. Так, наприклад, після смерті Майкла Джексона у 2009 році його платівка Number Ones (2003) була шалено популярною, високо піднялась у чарті Comprehensive Albums, але не відповідала вимогам до альбомів в Billboard 200.
В грудні 2009 року було вирішено, що основний альбомний чарт США має містити як нові, так і старі записи. На той час в часописі було три чарти, які охоплювали всі жанри: Billboard 200 (тільки нові альбоми), Top Pop Catalog Albums (тільки старі альбоми) та Top Comprenehsive Albums (нові та старі альбоми). Останній з них було вирішено зробити основним, змінивши його назву на Billboard 200. Старий список Billboard 200, що містив тільки нові альбоми, продовжив існування як чарт Top Current Albums.